# Real Academia Dinamarquesa de Ciências

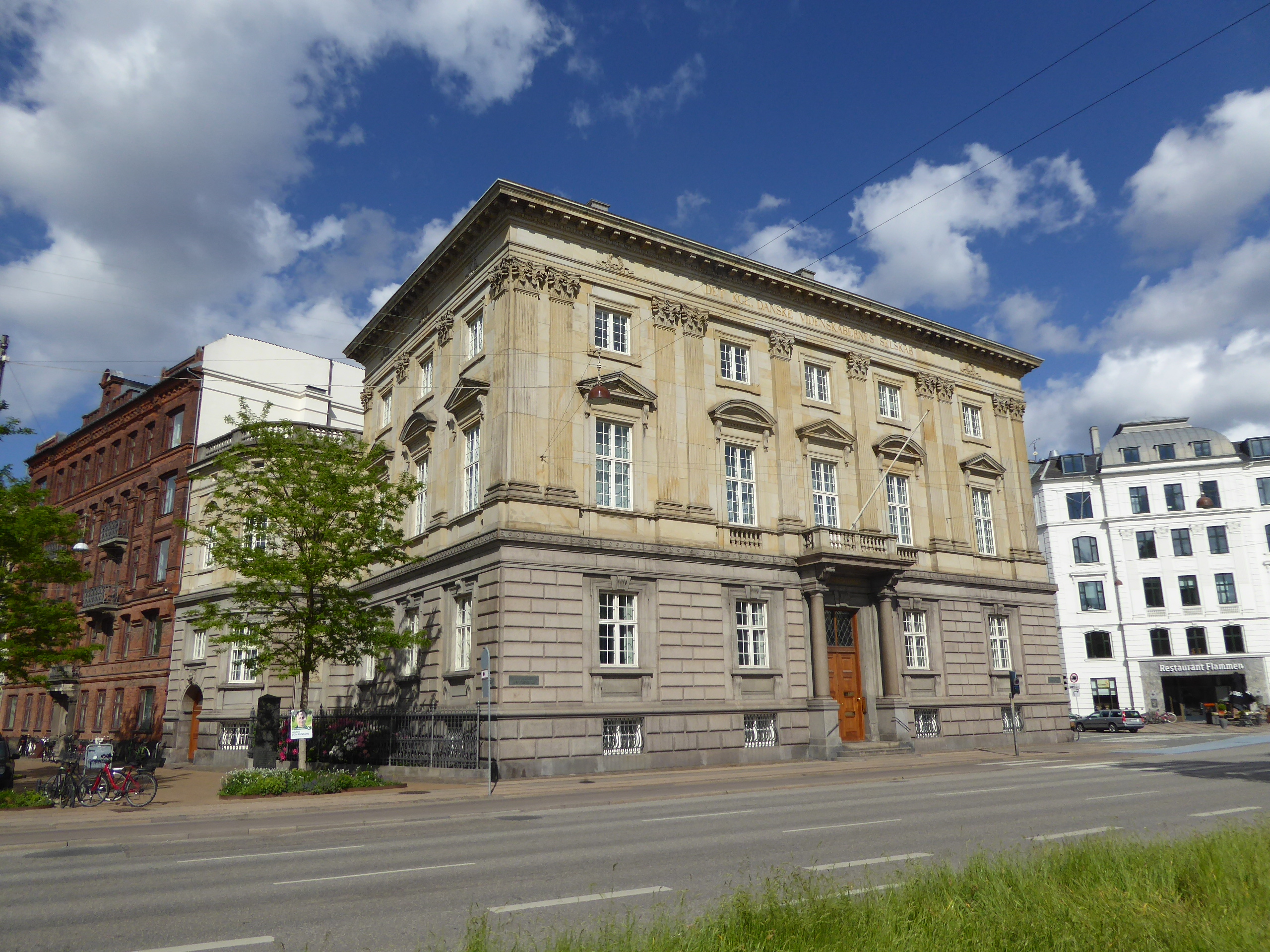
Sede da Real Academia Dinamarquesa de Ciências (Kongelige Danske Videnskabernes Selskab) em Copenhaga.

A Real Academia Dinamarquesa de Ciências, em dinamarquês Kongelige Danske Videnskabernes Selskab, é uma instituição académica fundada em 13 de Novembro de 1742, como Collegium Antiquitatum, por iniciativa do Secretário de Estado da altura, o conde J. L. Holstein, e do professor H. Gram. A Academia obteve autorização e patrocínio de honra do rei Cristiano VI, que determinou que o monarca reinante fosse o protector da instituição e que esta usasse o título de real.
As primeiras publicações surgiram a partir de 1745, mantendo a instituição actividade editorial ininterrupta desde então.
A partir de 1761 a Academia passa a dedicar-se também à geografia, tendo elaborado os primeiros levantamentos topográficos precisos do país. Em 1776 a Academia aprova os seus primeiros estatutos e em 1866 passa a dividir os académicos nas classes de humanidades e de ciências, passando a dedicar-se essencialmente à investigação fundamental.
O percurso da Academia altera-se profundamente quando, em 1876, o industrial cervejeiro e filantropo Jacob Christian Jacobsen (1811 – 1887), mais conhecido por J. C. Jacobsen, fundador da Cervejeira Carlsberg, cria a Fundação Carlsberg destinada a apoiar a investigação científica e determina que 51% das acções da Carlsberg pertençam sempre àquela Fundação. A Fundação, por seu lado deve ser administrada por cinco académicos dinamarqueses eleitos de entre os sócios da Academia, assumindo assim estes uma posição majoritária na condução da empresas e das suas associadas.
Em 1899 a academia instala-se num edifício neo-renascentista concebido para sede conjunta da academia e da Fundação Carlsberg. A mansão de Jacobsen passa a servir de residência a uma personalidade académica escolhida pela Academia. Hoje é a Academia Carlsberg, servindo para conferências e reuniões científicas sob os auspícios da Academia.
Em 1999 a Academia foi reestruturada nas suas vertentes académica e administrativa, contando agora com 93 académicos na área das humanidades e 143 na área das ciências, para além de 265 sócios correspondentes estrangeiros.